# Marc Graciano
Pour les articles homonymes, voir Graciano.
Œuvres principales
- Liberté dans la montagne (2013)
- Une forêt profonde et bleue (2015)
- Au pays de la fille électrique (2016)

Marc Graciano est un écrivain français né en Dordogne le 14 février 1966.

## Biographie
Marc Graciano est infirmier spécialisé.

## À propos de l'œuvre
Marc Graciano publie en 2013 son premier roman, Liberté dans la montagne, en lequel Fabienne Pascaud voit « un texte envoûtant comme une hypnotique litanie, toute de mots rares et vieux, de répétitions et d'énigmes, de merveilleux et d'effroi ».
À propos de son deuxième roman, Une forêt profonde et bleue, Thomas Stélandre note dans Le Nouveau Magazine littéraire : « On ne sait si on est parachuté au Moyen Âge ou dans un monde mythique, mais l'on est d'emblée saisi par la beauté de décors sauvages et un défilé de scènes sans dialogues, décrites avec un soin extrême ». Pour cet ouvrage, Marc Graciano obtient 5 voix (contre 6 à Douna Loup) lors de l'attribution du prix Virilo 2015.
Parmi les influences reconnues (dans Graciano & Co) : Claude Simon, Nicolas Bouvier, Armand Farrachi, Cormac McCarthy, beaucoup plus que Bachelard, Proust, Tolkien, Mircea Eliade, ou le cinéma.

## Œuvre
- 2013 : Liberté dans la montagne, Éditions José Corti, 314 pages  (ISBN 978-2-7143-1098-9)[4],[5],[6]
- 2015 : Une forêt profonde et bleue[7],[8], Éditions José Corti, 206 pages  (ISBN 978-2-7143-1135-1)
- 2016 : Au pays de la fille électrique[9],[10], 384 pages, Éditions José Corti (ISBN 978-2-7143-1179-5)
- 2017 : Enfant-pluie[11],[12], avec des illustrations de Laurent Graciano, Éditions José Corti, 90 pages  (ISBN 978-2-71-43-1182-5)
- 2018 : Le Sacret, Éditions José Corti, 90 pages  (ISBN 978-2-71-43-1206-8)[13],[14]
- 2019 : Embrasse l'ours et porte-le dans la montagne, Éditions José Corti[15]  (ISBN 978-2-7143-1224-2)
- 2020 : Le Soufi, Éditions Le Cadran ligné[16]  (ISBN 978-2-9565626-1-0)
- 2022 : Graciano & Co, Paris : Éditions Le Tripode, 78 pages  (ISBN 9782370552877) Réunit Le camp des loges, un entretien avec la revue La femelle du requin et un texte critique : Echos de Claro, Bérengère Cournut, Patrick K. Dewdney et al.
- 2022 : Graciano & Co, Éditions Le Tripode, entretien (précédé de Le Camp des loges, et suivi d'hommages), 80 pages  (ISBN 978-2-37055-287-7)
- 2022 : Johanne, Paris : Éditions Le Tripode, 297 pages  (ISBN 9782370553119)
- 2022 : Le Charivari, Éditions Le Cadran ligné[17]  (ISBN 978-2-9565626-8-9)
- 2023 : Shamane, Paris : Éditions Le Tripode, 183 pages  (ISBN 9782370553393)
- 2024 : La Nacelle précédé de L'Oiseleur[18] : Le Cadran ligné, 66 pages  (ISBN 978-2-493603-03-6)
- 2024 : Le Tombeau, Paris : Éditions Le Tripode, 136 pages  (ISBN 978-2-37055-398-0)